# 中亚凉粉
中亚凉粉，另译阿什凉粉或凉粉菜，是中亚各国东干人族群的菜肴。其中，以吉尔吉斯斯坦伊塞克湖州卡拉科尔市的最为出名。

## 词源
“阿什凉粉”由“阿什”（突厥语族语言或波斯语，意为饭或菜）+“凉粉”的音变（汉语）构成。

## 历史
该菜肴被认为是由东干族移民自中国传入中亚的。
作为街头小吃，阿什凉粉最早于20世纪70年代在吉尔吉斯斯坦卡拉科尔街头出现，主要为由东干族女性摊贩制作并售卖的半成品；80年代陆续出现在卡拉科尔的一些餐饮场所。到了80年代末，它开始出现在伏龙芝（现比什凯克）。
在吉尔吉斯斯坦，阿什凉粉已遍布大街小巷；时不时会举办制作或食用阿什凉粉的娱乐性比赛。
2019年卡拉科尔城市日举办了阿什凉粉大赛，当日准备了1吨半的阿什凉粉。

## 制作
这道菜由粉条（豆粉或面粉）、鸡蛋或肉以及蔬菜制成，并辅以“辣子酱”（лазджан）食用。